# Cheloctonus anthracinus
Espèce
Cheloctonus anthracinus est une espèce de scorpions de la famille des Hormuridae.

## Distribution
Cette espèce est endémique d'Afrique du Sud.

## Liste des sous-espèces
Selon The Scorpion Files (16/06/2020) :
- Cheloctonus anthracinus anthracinus Pocock, 1899
- Cheloctonus anthracinus warreni Hewitt, 1931

## Publications originales
- Pocock, 1899 : Descriptions of some new species of Scorpions. Annals and Magazine of Natural History, sér. 7, vol. 3, p. 411-420 (texte intégral).
- Hewitt, 1931 : A new subspecies of scorpion from Natal. Annals of the Natal Museum, vol. 6, no 3, p. 459-460.